# 安口镇 (柳河县)
安口镇，是中华人民共和国吉林省通化市柳河县下辖的一个乡镇级行政单位。

## 行政区划
安口镇下辖以下地区：
安口社区、安口镇村、安丰村、青沟子村、集清村、烧锅村、后林子村、曼家村、半拉背村、半甸子村、桦皮村、良种场村、五龙村、五人班村、大沙滩村、侯家村、长安村和砬子沟村。